# Градівська сільська рада
Градівська сільська рада  — колишній орган місцевого самоврядування у Городоцькому районі Львівської області з центром у с. Градівка.

## Загальні відомості
Історична дата утворення: в 1946 році.

## Населені пункти
Сільраді були підпорядковані населені пункти:
- с. Градівка

## Склад ради
- Сільський голова: Мєскало Іван Васильович
- Загальний склад ради: 18 депутатів

### Керівний склад ради
| ПІБ                      | Основні відомості                                                 | Дата обрання | Дата звільнення |
| ------------------------ | ----------------------------------------------------------------- | ------------ | --------------- |
| М'єскало Іван Васильович | Сільський голова, 1962 року народження, освіта, безпартійний      | 26.03.2006   | 31.10.2010      |
| Мєскало Іван Васильович  | Сільський голова, 1962 року народження, освіта вища, безпартійний | 31.10.2010   |                 |

Примітка: таблиця складена за даними джерела

### Депутати
Результати місцевих виборів 2010 року за даними ЦВК
| № зп | № округу | Прізвище, ім'я, по батькові     | Дата визнання обраним | Відомості про обраного депутата                                                                         |
| ---- | -------- | ------------------------------- | --------------------- | --- |
| 1    | 1        | Легедза Мар'ян Богданович       | 01.11.2010            | Освіта вища, позапартійний, Градівська загальноосвітня школа, вчитель християнської етики               |
| 2    | 2        | Сорока Іван Степанович          | 01.11.2010            | Освіта вища, позапартійний, тимчасово не працює                                                         |
| 3    | 3        | Баран Михайло Іванович          | 01.11.2010            | Освіта середня, позапартійний, м. Львів, Міжнародний аеропорт, робітник                                 |
| 4    | 4        | Музика Василь Степанович        | 01.11.2010            | Освіта середня, позапартійний, с. Вишня, робітник                                                       |
| 5    | 5        | Брев'як Іван Григорович         | 01.11.2010            | Освіта середня, позапартійний, тимчасово не працює                                                      |
| 6    | 6        | Островська Світлана Павлівна    | 01.11.2010            | Освіта середня, позапартійна, с. Великий Любінь, медсестра                                              |
| 7    | 7        | Ярмуловський Мирослав Васильвич | 01.11.2010            | Освіта середня, позапартійний, тимчасово не працює                                                      |
| 8    | 8        | Іванців Тарас Григорович        | 01.11.2010            | Освіта вища, позапартійний, Дорожній центр метрології стандартизації та експертизи, інженер будівельник |
| 9    | 9        | Отчич Марія Василівня           | 01.11.2010            | Освіта вища, позапартійна, Градівська сільська рада, секретар                                           |
| 10   | 10       | Лоїк Світлана Іванівна          | 01.11.2010            | Освіта вища, позапартійна, Городоцький ЦОС № 1, оператор по підміні                                     |
| 11   | 11       | Гишка Іван Іванович             | 01.11.2010            | Освіта вища, позапартійний, Градівська дільнична лікарня ветеринарної медицини, ветлікар молодняка      |
| 12   | 12       | Гайдучок Степан Іванович        | 01.11.2010            | Освіта середня, позапартійний, ТзОВ «Львівський медичний інститут», слюсар                              |
| 13   | 13       | Рондяк Ігор Васильович          | 01.11.2010            | Освіта вища, позапартійний, ТзОВ «Млин-Плюс», генеральний директор                                      |
| 14   | 14       | Гвоздецька Леся Степанівна      | 01.11.2010            | Освіта вища, позапартійна, Градівська загальноосвітня школа, вчитель англійської та німецької мови      |
| 15   | 15       | Уніят Ольга Іванівна            | 01.11.2010            | Освіта середня, позапартійна, с. Градівка, відділення зв'язку, начальник відділення зв'язку             |
| 16   | 16       | Шимкова Марія Григорівна        | 01.11.2010            | Освіта вища, позапартійна, Градівська загальноосвітня школа, вчитель української мови та літератури     |
| 17   | 17       | Файфар Любов Степанівна         | 01.11.2010            | Освіта вища, позапартійна, Градівська загальноосвітня школа, директор школи                             |
| 18   | 18       | Яценко Іван Михайлович          | 01.11.2010            | Освіта середня, позапартійний, Градівська сільська рада, землевпорядник                                 |